# Млин купця Солодова
Млин купця Солодова (рос. Мельница купца Солодова) — пам'ятник промислової архітектури третьої чверті XIX століття. Розташовувався в місті Ростов-на-Дону. Пам'ятник не зберігся до наших днів.

## Історія
Млин купця Солодова був побудований в 1870 році. На млині була одна парова машина в 80 кінських сил, працювало 48 робітників. Млин виробляв близько 300 тисяч пудів борошна на місяць. Потім, в 1875 році, млин перейшов у власність Іванова Степана Івановича. Однак через відсутність попередніх облікових записів млин згадується тільки в 1885 році. В цей час вона належала іншому власнику, на прізвище Солодов.

## Архітектура
Млин являв собою приклад промислової будівлі в міській межі. Будівля була містоформувальним елементом Газетного провулка і вулиці Суворова.
Млин являв собою двоповерховий цегляний будинок великого обсягу з куполом. Фасад будівлі мав три поверхи, напівциркульні вікна, на рівні третього поверху був карниз з зубчиками, оперізувальний карниз на рівні другого поверху. У будівлі були профільовані наличники й архівольт високих напівциркульних прорізів, кілеподібні архівольти.
У даний час будівлю було реконструйовано фірмою СК «Слов'яни». Від проведених робіт пам'ятка архітектури була фактично знищена.